# Merritt Putman
Merritt Grabiel Putman, född 22 februari 1900 i Ottawa i Ontario, död 8 januari 1989 i Arnprior i Ontario, var en kanadensisk längdåkare. Han var med i de olympiska vinterspelen 1928 i Sankt Moritz och kom på 41:a plats på 18 kilometer. William tävlade även i nordisk kombination och kom på 27:e plats.